# Чич и Чонг
Чич и Чонг (енгл. Cheech & Chong) је амерички комичарски дуо, који чине американци Ричард Чич Марин (1946) и Томи Чонг (1938). Познати по својим стенд-ап наступима, музичким албумима и серији филмова. Освојили су награду Греми за најбољи комедијски албум. Њихови филмови осликавају хипије и латиноамериканце који воле пушити траву. Били су популарни током 1970-их и прве половине 1980-их. 

## Филмографија
Најпознатији филмови:
- Up in Smoke (1978)
- Cheech and Chong's Next Movie (1980)
- Nice Dreams (1981)
- Things Are Tough All Over (1983)
- Still Smokin (1983)
- Cheech & Chong's The Corsican Brothers (1984)
- Get Out of My Room (1985)
- Cheech & Chong: Roasted (2008)
- Cheech & Chong's Animated Movie! (2013)